# JS de Kasba Tadla
Jeunesse Sportive de Kasba Tadla lub Jeunesse Sportive de Kasbah Tadla – marokański klub piłkarski z siedzibą w Kasba Tadla. W sezonie 2018/2019 gra w GNF 2.

## Opis
Klub powstał w 1946 roku. W sezonie 2009/2010 drużyna wygrała GNF 2, a w sezonie 2014/2015 awansowali po raz drugi w historii do GNF 1, lecz nie wygrali niższego poziomu ligowego. Drużyna gra na Stade Municipal, który mieści 3000 widzów. Trenerem jest El Houssaine Ouchla, który pełni tę funkcję od 1 lipca 2017 roku.